# Live Earth Kyoto
Live Earth a Kyōto è un concerto svoltosi a Kyoto il 7 luglio 2007 presso il Tō-ji. Si tratta di una delle maratone di concerti svolte per Live Earth.
La città è stata scelta perché vi è stato firmato il Protocollo di Kyoto sulla protezione dell'ambiente.

## Ordine delle esibizioni
- Rip Slyme
- UA
- Bonnie Pink - "Heaven's Kitchen", "Chances Are", "Souldiers", "Water Me"
- Michael Nyman
- Yellow Magic Orchestra

## Copertura mediatica
MSN ha coperto tutto il concerto via internet.